# Docosia diutina
Docosia diutina är en tvåvingeart som beskrevs av Eberhard Plassmann 1996. Docosia diutina ingår i släktet Docosia och familjen svampmyggor.
Artens utbredningsområde är Österrike. Inga underarter finns listade i Catalogue of Life.